# ОШ „Петар Кочић” Приједор
ОШ „Петар Кочић” је највећа основна школа на подручју града Приједора. Налази се у улици Петог корпуса бб. Име је добила по Петру Кочићу, српском књижевнику и политичару, једном од првих писаца модерне у српској књижевности.

## Историјат
Школа је изграђена 1935. године под називом Државна Народна школа Петар Кочић. Од свог оснивања до данас, често је мењала назив, 1935—1945. Државна Народна школа Петар Кочић, 1945—1959. Трећа Народна Основна школа Приједор округ Бања Лука и 1959—1992. Основна школа Миле Рајлић. Почетком школске 1992—1993. године школа је добила име које је остало до данас Основна школа „Петар Кочић”.
У саставу школе раде и подручна одељења у приједорским насељима Горњи Орловци, Горњи Јеловац и Горња Пухарска. Поред одељења редовне наставе, у школи успешно ради и одељење продуженог боравка за ученике од првог до трећег разреда.
Године 2016. реализовали су пројекте „Приједор, мој град у Српској”, квиз у којем су победили, и „Свако дете је уметник, буди дете и кад одрастеш” као једна од три школе у Републици Српској, односно, међу десет у Босни и Херцеговини који је имао за циљ да постигне уважавање разноликости и толеранције међу младима, као и ширење осећаја емпатије и хуманости према деци са умањеним способностима и њиховом бољом интеракцијом.

## Догађаји
Догађаји основне школе „Петар Кочић”:
- Дан школе[4]
- Дан ваншколских активности[5]
- Дан жена на селу[6]
- Дан дечије радости[7]
- Дан мира[8]
- Дан победе над фашизмом[9]
- Дан писмености[10]
- Дан одбране града Приједора[11]
- Дан без аутомобила[12]
- Европски дан језика[13]
- Светски дан без дуванског дима[14]
- Светски дан борбе против сиде[15]
- Међународни дан матерњег језика[16]
- Дечија Нова година[17]
- Дечија недеља[18]
- Сајам књига у Београду[19]
- Сајам књиге у Бања Луци[20]
- Сајам занимања у Бања Луци[21]